# Charles Thomas Kowal
Charles Thomas Kowal (8 de noviembre de 1940 - 28 de noviembre de 2011) fue un astrónomo estadounidense. Kowal descubrió satélites, asteroides y cometas.
En 1974 y 1975 descubrió los satélites de Júpiter: Leda y Temisto, este último junto con Elizabeth Roemer, el cual no se volvió a observar hasta 2000.
En 1977 descubrió el asteroide (2060) Quirón, el cual tiene una órbita de características cometarias. Es descubridor de un buen número de asteroides entre los que se encuentran: el asteroide Atón: (2340) Hathor; los asteroides Apolo: (1981) Midas, (2063) Baco, (2102) Tantalus y (5660) 1974 MA; los asteroides Amor: (4596) 1981 QB, (4688) 1980 WF y los asteroides troyanos: (2241) Alcátoo y (2594) Acamas.
El 17 de mayo de 1983, Kowal descubrió el objeto transneptuniano Quaoar, aunque no lo reconoció. El 18 de mayo lo observó de nuevo. Finalmente, fue descubierto el 4 de junio de 2002, Quaoar fue descubierto y catalogado como objeto transneptuniano.
Los cometas descubiertos por Kowal son: 99P/Kowal, 104P/Kowal, 134P/Kowal-Vavrova, 143P/Kowal-Mrkos y 158P/Kowal-LINEAR.
| Asteroides descubiertos: 19 | Asteroides descubiertos: 19 |
| --------------------------- | --------------------------- |
| (1876) Napolitania          | 31/1/1970                   |
| (1939) Loretta              | 17/10/1974                  |
| (1981) Midas                | 6/3/1973                    |
| (2060) Chiron               | 18/10/1977                  |
| (2063) Bacchus              | 24/4/1977                   |
| (2102) Tantalus             | 27/12/1975                  |
| (2134) Dennispalm           | 24/12/1976                  |
| (2241) Alcathous            | 22/11/1979                  |
| (2340) Hathor               | 22/10/1976                  |
| (2594) Acamas               | 4/10/1978                   |
| (2629) Rudra                | 13/9/1980                   |
| (3163) Randi                | 28/8/1981                   |
| (3924) Birch                | 11/2/1977                   |
| (4312) Knacke               | 29/11/1978                  |
| (4596) 1981 QB              | 28/8/1981                   |
| (4688) 1980 WF              | 29/11/1980                  |
| (5660) 1974 MA              | 26/6/1974                   |
| (24617) 1978 WU             | 29/11/1978                  |
| (73669) 1981 WL2            | 25/11/1981                  |
| 1. 2.                       |                             |

Además descubrió muchas supernovas en otras galaxias.
- Datos: Q58963